# Железари
Железари е село в Южна България. То се намира в община Ивайловград, област Хасково.

## География
Село Железари се намира в Източните Родопи, в близост до българо-гръцката граница. Надморска височина е около 290 м.

## История и религии
Днешното население на село Железари е изцяло българско, заселва се тук през 1913 г. от полуостров Мала Азия.